# خانات آوار
خانات آوار یک حکومت کوچک و مسلمان بود که مدتی طولانی کنترل مناطق غرب داغستان در قفقاز شمالی را از قرن سیزدهم تا نوزدهم میلادی در اختیار داشت.
با سقوط دولت مسیحی سریرها در ابتدای قرن دوازدهم میلادی، آوارهای قفقاز تحت تأثیر موج اسلامی شدن قرار گرفتند. با هجوم مغولان به فرماندهی سبتای در سال ۱۲۲۲ میلادی منطقه، دچار درگیری و هرج و مرج نظامی شد. اگرچه آوارها متحد و حامی محمد خوارزمشاه در مبارزه و جنگ او با مغولان بودند سند تاریخی ای برای اثبات هجوم مغولان به سرزمین‌های آوارها در دست نیست.